# Логинов, Василий Григорьевич
Василий Григорьевич Логинов (1921—1986) — директор племзавода, Герой Социалистического Труда (1966).

## Биография
Василий Логинов родился 4 декабря 1921 года в деревне Бабиничи (ныне — Краснинский район Смоленской области). Окончил семилетнюю школу и зооветеринарный техникум. В 1941 году Логинов был призван на службу в Рабоче-крестьянскую Красную Армию. Окончил пехотное училище. С декабря 1942 года — на фронтах Великой Отечественной войны. Участвовал в Сталинградской битве, получил тяжёлое ранение. В июне 1944 года по ранению он был уволен в запас. Вернулся в Смоленскую область. Находился на различных партийных и хозяйственных должностях.
В 1959 году по партийному призыву Логинов возглавил колхоз имени Трофимова Днепровского района Смоленской области, а в 1961 году перешёл на работу директором племзавода «Дугино». За одиннадцать лет его руководства этим племзаводом была заметно улучшена порода скота и повышена его продуктивность.
Указом Президиума Верховного Совета СССР от 30 апреля 1966 года за «выдающиеся успехи в развитии сельского хозяйства» Василий Логинов был удостоен высокого звания Героя Социалистического Труда с вручением ордена Ленина и медали «Серп и Молот».
В 1973—1976 годах Логинов был председателем областного комитета профсоюза работников государственной торговли и кооперации. В 1976 году он вышел на пенсию. Окончил Смоленский государственный педагогический институт, работал в сельскохозяйственных учреждениях. Активно занимался общественной деятельностью, избирался депутатом Совета Союза Верховного Совета СССР 8-го созыва (от Смоленской области, 1970—1974), членом обкома и райкома КПСС, депутатом сельского, районного и областного Советов народных депутатов. Скончался 15 февраля 1986 года, похоронен на Новом кладбище Смоленска.
Был также награждён орденами Отечественной войны 1-й степени и «Знак Почёта» и рядом медалей.